# خانية خوشوت
خانيّة خوشوت كانت خانية منغولية أسسها مجموعة أويرات على امتداد هضبة التبت من 1642 إلى 1717. مقرها في تشينغهاي الحديثة ، أسسها غوشي خان في عام 1642 بعد هزيمة معارضي مدرسة غيلوغ للبوذية التبتية في التبت، وقد خضع دور الخانية في شؤون التبت لتفسيرات مختلفة، وقد قالت بعض المصادر أن خوشوت لم تتدخل في الشؤون التبتية وكان لديها علاقة كاهن وراعي بين الخان والدالاي لاما بينما يدعي آخرون أن غوشي خان عُين وزيراً، بينما كان سونام رابتن هو مسؤول فعلي للشؤون المدنية وكان دور الدالاي لاما مسؤولاً فقط عن الأمور الدينية.
في السنوات الأخيرة من الخانية ، قام لا بزانغ الوصي التبتي بخلع الدالاي لاما السادس وقتله.
انتهت خانية خوشوت في عام 1717 عندما قام الأمير تسيرين دوندوب أمير خانية زونغار بغزو التبت وقتل لا بزانغ خان وتثبيت الدالاي لاما السابع.

## التاريخ

### أويرات
كانت مجموعة الأويرات في الأصل من منطقة توفا خلال أوائل القرن الثالث عشر. استسلم زعيمهم، قدوقة بكي، لجنكيز خان في عام 1208 وقد تزاوج جميع أبنائه الأربعة من أقرباء جنكيز خان. أثناء الحرب الأهلية التولوية، انحاز أربعة أويرات وهم ( كوروس، تورغوت، دوربيت، وخويد) إلى جانب أريك بوك، وبالتالي لم يقبلوا حكم قوبلاي خان.
بعد انهيار أسرة يوان الصينية، دعم الأويرات الأمير جورايتو خان يسودر في الاستيلاء على عرش اليوان الشمالي.
سيطر الأويرات على خانية اليوان الشمالية حتى وفاة إيسن تايشي عام 1455، وبعد ذلك هاجروا غرباً بسبب عدوان مجموعة الخالخا المغوليّة. في عام 1486، تورط الأويرات في نزاع على الخلافة مما أعطى دايان خان الفرصة لمهاجمتهم.
في النصف الأخير من القرن السادس عشر، خسر الأويرات المزيد من الأراضي لصالح قبيلة توميد المغولية. 
في عام 1620، قام زعماء شوروس وتورغوت أويرات، خارخول وميرجن تيمين بمهاجمة الأمير المغولي أوباسي خونج تاييجي، أول أمير من خالخا. فهُزِموا وفقد خارخول زوجته وأطفاله على يد العدو. استمرت حرب شاملة بين الأوباسي و الأويرات حتى عام 1623 عندما قُتل أوباسي أخيراً. 

### غوشي (1642-1655)

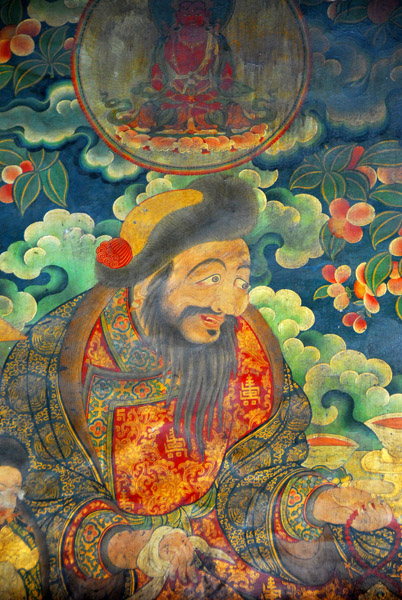
غوشي خان، مؤسس خانية خوشوت

في عام 1625، اندلع صراع بين أمير الأويرات جالواس وشقيقه بابيغاز حول قضايا الميراث. فقُتل بابيغاز في القتال. ومع ذلك ، تولى أخيه الأصغر تورو بايخو والذي أصبح فيما بعد غوشي خان، وبالتحالف مع كوندولون أوباشي قاموا بقتال ومطاردة جالواس من نهر إيشيم إلى نهر توبول، وهاجموا وقتلوا أتباعه القبليين في عام 1630. كان تورو بايخو هو الثالث من بين خمسة أبناء ولدوا لأخ خاتون والخان نويان خونجور. فقد أصبح بالفعل مقاتلًا متميزًا في سن الثانية عشرة، واكتسب مع إخوته شهرة كجزء من "قطيع النمور أخاي" و "النمور البطولية الخمسة الموهوبة والشجاعة" بسبب براعته العسكرية. بعد وفاة بايبغاز تزوج تورو بايخو من أرملة أخيه وتبنى ابنها أوشيرتو. وبمجرد أن هزم جميع المطالبين بالعرش، نصب تورو بايخو نفسه "الداي غوشي". 

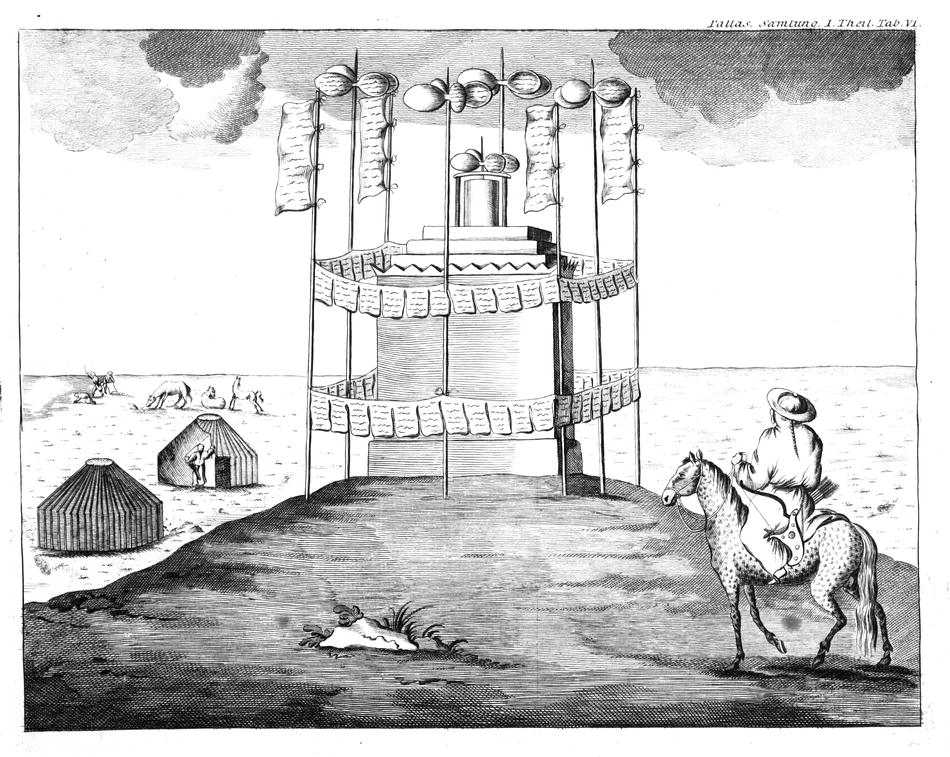
نصب جنائزي لأمير كوشوت.

استدعى الأويرات لغزو التبت بالكامل، وبدء هجرة جماعية لـ 100،000 شخص أويراتي إلى كوكونور، وأسس خانية خوشوت وفي شتاء 1640-1641، سحق غوشي ملك بيري، دونيو دورجي، ثم حاكم تسانغبا، كارما تينكيونغ، في عام 1642. مع الاستيلاء على شيغاتسي في عام 1642 ، كان غوشي خان قد وضع التبت كلها تحت تقليد مدرسة غيلوغ البوذية التبتية وتم الاحتفال به باعتباره تجسيدًا لـ بادماسامبهافا، وهو بوذي هندي من القرن الثامن قام ببناء أول دير بوذي في التبت.  من بين المشاركين في الحملة نجل خاركول، إرديني باتور، الذي حصل على لقب خونغ تايجي، وتزوج ابنة الخان أمين دارا، وأرسل مرة أخرى لتأسيس خانات دزونغار على نهر إميل العلوي جنوب جبال تارباغاتاي.  في 13 أبريل 1642، أعلن الدالاي لاما الخامس غوشي خان التبت.  في بكين، كان يُطلق عليه "خان التبتيين". 
لضمان سلطته على التبت ، أنشأ غوشي خان حكومة حيث كان الدالاي لاما مقصورًا على المسائل الدينية بينما تم تعيين الوزير الوصي ، سونام رابتين ، مباشرة من قبل غوشي خان للتعامل مع الشؤون المدنية. كما روّج غوشي لتقليد غيلوغ البوذي باعتباره الدين الموجه لإمبراطوريته لتعزيز سلطته. فتحالف مع رؤساء غيلوغ لإضفاء شرعية على حكمه وعلى أساس الألقاب التي منحها الدالاي لاما. في عام 1653، تم تبرير لقب غوشي كملك يو تسانغ وخام رسميًا على أنه تم منحه من خلال الجدارة وتفويض الجنة. وقد ضمن هذا أن لقبه سينتقل إلى خلفائه بوصفهم حماة ومدافعين عن العقيدة البوذية.
عند وفاته في عام 1655، خلفه دايان خان بن غوشي، تينزين دورجي ، كخان في التبت. تم منح ابنه السادس دالاي باتار السيطرة على كوكونور بينما ترك أوشيرتو في السلطة الزمنية كخان من الأويرات. 

### أوشيرتو
أوشيرتو خان، هو ابن شقيق غوشي خان، ساعد سيناجي، ابن وخليفة باتور في عام 1653 ضد إخوته غير الأشقاء ، مما أدى إلى انتصار سيناجي في عام 1661. وقد اغتيل سيناجي عام 1670 على يد إخوته غير الأشقاء شيشين تايجى وزوتوف. ساعد أوشيرتو شقيق سيناجي الأصغر، جالدن بوشغتو خان، في هزيمة الشيشين وزوتوف. تزوج جالدان من حفيدة Ochirtu، آنو دارا، لكنه دخل في صراع مع أوشيرتو خان الذي كان يخشى شعبيته. دعم أوشيرتو عمه المنافس شوكور أباشي. هُزم أوشيرتو عام 1677. 

### Lha-bzang (1703-1717)

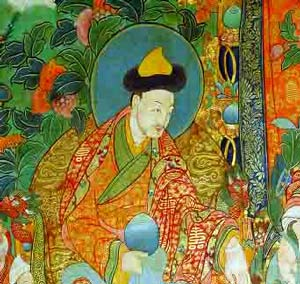
Lha-bzang Khan ، آخر ملوك خوشوت في التبت

هناك روايات مختلفة عن صعود لا زانغ خان إلى السلطة. وفقًا للرواية الأولى، حصل على السلطة عن طريق تسميم شقيقه الأكبر، تينزين وانجشوك خان، وبعد أن حاول الوصي ديزي سانجي جياتسو قتله، قُتل الوصي نفسه في 6 سبتمبر 1705. ومع ذلك ، وفقًا لمذكرة تذكارية بتاريخ 27 يونيو 1703 ، أبلغ الدالاي لاما السادس الخوشوت أنه ينوي إزالة سانجي جياتسو كوصي. وقد تم استبداله بابنه. كما اقترح الدالاي لاما السادس أن يخلف تينزين والده، لكنه كان مريضًا، وأصبح لا زانغ خانًا في عام 1703. قبل تنصيبه على العرش، كان لا زانغ قد زار لاسا مرة واحدة فقط في عام 1701. 
حاول الوصي اختزال الخان إلى دمية والسيطرة على الدالاي لاما السادس. في عام 1703، تعرض الدالاي لاما السادس ومرافقيه للهجوم من قبل مجموعة من الناس في الليل. قُتل أحد الحاضرين المفضلين للدالاي لاما السادس وطالب الوصي بالعثور على القتلة ومعاقبتهم لكن الوصي تظاهر بأنه غير قادر على التعرف على القتلة. عند تحديد الهوية الشخصية، حدد الدالاي لاما السادس خمسة أشخاص، جميعهم لديهم علاقات وثيقة مع الوصي. أمر لا زانغ بقتل هؤلاء الأشخاص ، وهو ما فعله ، مما أغضب الوصي.
وفقًا لنصب تذكاري بتاريخ 11 يونيو 1704، كان للدالاي لاما السادس علاقة جيدة بالخان وانضم إليه في الصيد وممارسة الرماية. اشتكى الوصي من أنه كان مجرد شخصية صوريّة. حاول الوصي تسميم الخان ، وهو ما قد يحدث أو لا يحدث وفقًا لروايات مختلفة ، لكن لا زانغ نجا.  بين سنتي 1705 و1706، هجم لا زانغ على مدينة لاسا وقتل الوصي وخلع الدالاي لاما السادس. وفقًا لبيتر شفيجر، سعى لا زانغ للحصول على دعم الإمبراطور كانغ شي من أسرة تشينغ، الذي طلب إرسال الدالاي لاما السادس إلى بكين. ومع ذلك ، مرض الدالاي لاما بعد وقت قصير من مغادرته لاسا وتوفي في الطريق في أمدو في 14 نوفمبر 1706. 

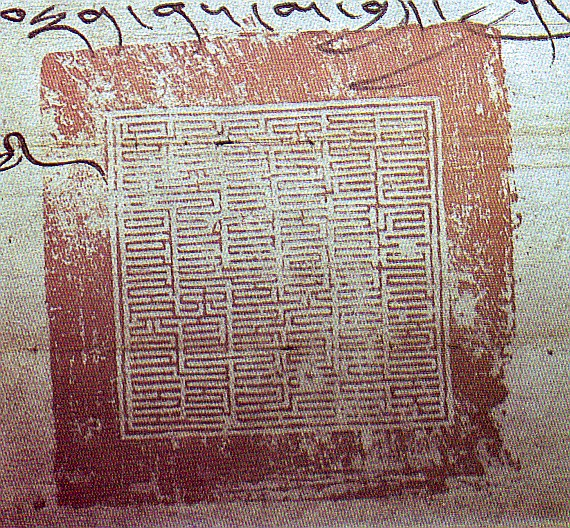
ختم لا زانغ خان، آخر ملوك خوشوت في التبت.

قدم لا زانغ راهبًا من شاجبوري باعتباره التناسخ الحقيقي للدالاي لاما الخامس. في عام 1707 ، تم تنصيب هذا الراهب من قبل البانشن لاما الخامس باسم ناقوانغ ييشي جياتسو. بالنسبة لمعظم أتباع مدرسة جيلوج ، كان هذا عملاً غير مصرح به ، كما أنه أزعج رؤساء خوشوت في كوكونور. في 10 أبريل 1710 ، اعترف الإمبراطور كانغ شي بالدالاي لاما الجديد بمنحه لقبًا وختمًا.  في ليثانج بشرق التبت ، حدد اللاما المحليون الطفل باعتباره تناسخًا للدالاي لاما السادس. في عام 1712 ، أعلن الابن الأصغر لغوشي خان ، تراشي باتور تايجي ، والابن الثالث لبوشوجتو جينونغ ، كاجان دانجين ، دعمهم للصبي. فشلت جهود لا بزانغ لإبطال تناسخ ليثانج. طلب رؤساء خوشوت من إمبراطور كانغشي الاعتراف رسميًا بالصبي لكن الإمبراطور ترك الأمر دون حسم. أمر كانغشي باحتجاز الصبي ووالده في دير كومبوم في كوكونور عام 1715. 
خلال فترة حكمه ، ألغى لا بزانغ خان الشراء والتبادل الإجباري للبضائع في التبت لتخفيف العبء على الناس. باستثناء البانتشن لاما الخامس، لم يكن قادرًا على الفوز على نخبة الجيلوجبا البوذية. 
في عام 1717 ، غزا أمير دزونغار تسيرين دوندوب خوشوت ، وخلع يشي جياتسو ونصب الصبي من ليثانغ باعتباره الدالاي لاما السابع ، وقتل لا بزانغ خان ، ونهب لاسا. لم يحضر دزونغار الصبي إلى لاسا وأرهب الناس، وفقدوا دعم جيلجوبا.  تم القضاء على غزو تشينغ في عام 1718 من قبل الدزنغاريين في معركة نهر سالوين ، بالقرب من لاسا. طردت حملة ثانية وأكبر الدزنجر من التبت في عام 1720. أحضروا الصبي معهم من كومبوم إلى لاسا ونصبوه باعتباره الدالاي لاما السابع في عام 1721. 

## العلاقة مع التبت
تم إنشاء الجاندن بودرانغ، الذي سمي على اسم مقر إقامة الدالاي لاما الخامس في دير دريبونغ، كحكومة بقيادة جيلوج في التبت في عام 1642. لعبت خانية خوشوت دورًا محوريًا في تأسيسه من خلال هزيمة أعداء مدرسة جيلوج واستمر المغول في التعامل مع جزء من دفاع غاندين فودرنغ العسكري بعد إنشائه. هناك تفسيرات مختلفة لدور الخان في الحكومة. تزعم بعض المصادر أن الخان لم يكن له علاقة بالإدارة الفعلية للتبت وحافظ فقط على علاقة كاهن وراعي مع الدالاي لاما. وفقًا لجلين مولين ، كان غوشي خان معينًا من قبل ثلاثة زعماء مغول لتمثيل مصالحهم في التبت وبعد أن أنهى عمله عاد ليحكم في كوكونور. يقول رينيه جروست إن مملكة خوشوت شملت كوكونور وحوض قايدام بينما كانت التبت محمية.   يشير مولين إلى أنه في حفل تنصيب الدالاي لاما الخامس عام 1642، جلس جوشي على نفس مستوى سونام رابتن على مقعد أدنى من الدالاي لاما.  ومع ذلك، يدعي مولين أيضًا أنه حتى وفاة سونام رابتن عام 1657، كان الدالاي لاما الخامس شخصية صوريّة بينما كان سونام رابتن الحاكم الفعلي. 
وفقًا لوتشيانو بيتيش، منح غوشي خان بلا منازع الدالاي لاما الخامس جميع السلطات الزمنية على التبت في عام 1642 ، لكن الدالاي لاما لم يكن لديه القدرة على تولي الإدارة الفعلية. تم إنشاء مكتب ديسي لتنفيذ حكومة البلاد وقرر الدالاي لاما فقط استئناف القرارات القضائية ضد الديسي . بعد بضع سنوات، أكد الدالاي لاما الخامس على سلطاته الزمنية بتعيين المرشد الذي خدم لفترات قصيرة فقط حتى وفاة الدالاي لاما الخامس. يقول بيتيتش إنه إلى جانب الأمور العسكرية والتهديدات الخارجية للتبت، لم يتدخل غوشي خان وخلفاؤه في الإدارة حتى الانقلاب في 1705-6 عندما أصبح لا بزانغ خان الحاكم الفعلي للتبت.
تزعم مصادر أخرى أن الدالاي لاما الخامس حصل على السلطة من غوشي خان للسيطرة على التبت، لكن الخان كان له يد في اختيار المسؤول الفعلي للشؤون المدنية، ديسي (الحاكم) سونام رابتن، بينما تم إنزال الدالاي لاما الخامس إلى الأمور الدينية.   يصف فيتزهيربرت وترافرز زيادة في "السيطرة اليومية للدالاي لاما الخامس على ... حكومته" بعد وفاة سونام رابتن وجوشي خان في خمسينيات القرن السادس عشر.
تم الاحتفال بالدور الرئيسي لـ غوشي خان في صعود نظام الجاندن بودرانغ من خلال احتفالات الدولة السنوية في أواخر القرن العشرين. وفي خلال مهرجان صلاة مونلام، كان الناس يرتدون ملابس عسكرية على الطراز المغولي على غرار قوات غوشي خان.

## خانات خوشوت
- غوشي خان: 1642-1655
- دايان خان: 1655-1668 (ابنه)
- تنينزين دالاي خان: 1668-1696 (ابنه)
- تينزين وانتشوك خان: 1696-1697 (ابنه)
- لا بزانغ خان: 1697-1717 (أخيه)

## فهرس
- Adle، Chahryar (2003). History of Civilizations of Central Asia 5.
- Atwood، Christopher P. (2004)، Encyclopedia of Mongolia and the Mongol Empire
- FitzHerbert، Solomon (2020)، Introduction: The Ganden Phodrang’s Military Institutions and Culture between the 17th and the 20th Centuries, at a Crossroads of Influences
- Haines، R Spencer (2018). "Charismatic Authority in Context: An Explanation of Guushi Khan's Swift Rise to Power in the Early 17th Century". International Association of Mongolists. ج. 52: 24–31.
- Mullin، Glenn H. (2001)، The Fourteen Dalai Lamas: A Sacred Legacy of Reincarnation
- Petech، Luciano (2013)، The Administration of Tibet During the First Half-Century of Chinese Protectorate
- Grousset، René (1970)، The Empire of the Steppes
- Schwieger، Peter (2015)، The Dalai Lama and the Emperor of China، Columbia University Press
- Spencer، Haines R. (2018)، Charismatic Authority in Context: An Explanation of Guushi Khan's Swift Rise to Power in the Early 17th Century
- Stein، R. A. (1972)، Tibetan Civilization
- Хойт С.К. Этническая история ойратских групп. Элиста, 2015. 199 с.
- Хойт С.К. Данные фольклора для изучения путей этногенеза ойратских групп // Международная научная конференция «Сетевое востоковедение: образование, наука, культура», 7-10 декабря 2017 г.: материалы. Элиста: Изд-во Калм. ун-та, 2017. с. 286–289.

قالب:Oiratsقالب:Tibet topics